# 尖叶华溪蟹
尖叶华溪蟹（学名：Sinopotamon acutum）为溪蟹科华溪蟹属的动物。在中国大陆，分布于湖北、四川、河南、陕西、甘肃等地，多生活于中高海拔山区水流缓慢的溪流的石块下。其生存的海拔范围为500至1500米。